# Avenida de América (métro de Madrid)
Avenida de América est une station de métro à Madrid dont les accès se situent au niveau de la calle del Prinicipe de Vergara et de l'Avenida de América.